# John il bastardo
John il bastardo ist ein Italowestern aus dem Jahr 1967, der unter der Debüt-Regie von Armando Crispino mit John Richardson in der Hauptrolle entstand. Eine Aufführung im deutschsprachigen Raum fand nicht statt.

## Handlung
Johnny Donald Tenorio ist Frauenheld, Zyniker und vom Leben gequält. Auf der Flucht vor einer erzwungenen Hochzeit befreit er eine Mexikanerin, die sich als Frau seines Halbbruders entpuppt; auf diese Weise entdeckt er, dass er der Sohn des mexikanischen Großgrundbesitzers Don Diego ist. Er beschließt, seinen Halbbruder Don Francisco die Stirn zu bieten. Unterwegs trifft Johnny mit seinem Diener eine Gruppe mormonischer Frauen, die er zurückweist und die sich deshalb rächen wollen. Anderen Mädchen raubt er die Unschuld und muss sich vor deren zornigen Angehörigen wehren. Schließlich kann Johnny allen entkommen und auch den auf ihn angesetzten Kopfgeldjäger Danite mittels einer Steinstatue erledigen.

## Kritik
Christian Keßler resümiert, der Film baue „in das Format eines an sich anspruchslosen Rachewesterns eine Vielzahl interessanter Details und Charakterisierungen, die dem Film sogar eine tragische Struktur nach klassischem Vorbild sichern.“ „Film Mese“ urteilt: „Nachdem vor einigen Monaten der Italowestern sich des Hamlets bemächtigte, ist das hier kunstgeschichtlich gesehen dessen Don Giovanni. Crispinos gute Vorsätze scheitern aber an der ironiefreien Inszenierung.“

## Bemerkungen
Das Filmlied „The Ballad of John“ interpretiert Saverio Moriones.
Gedreht wurde in den Studios der „Ischia Film“ und im Westerndorf De Laurentiis. Die Außenaufnahmen entstanden in der Gegend um Almería und in Polopos.